# ソルダム (ゲーム)
『ソルダム』（英: SOLDAM）は、ジャレコが1992年9月に発売した業務用ビデオゲーム。オセロのルールを元にした落ち物パズルで、『妖精物語ロッド・ランド』の続編である。
ジャレコのシステム基板「メガシステム1」の第12弾として発売された。
本稿では、リメイク作品である『そるだむ 開花宣言』についても記述する。

## ゲーム内容
落ち物パズルの一種で、2×2の「ソルダムの実」のブロックピースを積んでいき、横一列が同じ色になると消せる。また、リバーシの要素を取り入れており、接地した段階で縦・横・斜め方向に同じ色で挟むと、間の色がその色に変わる。
消したラインの実は「クリアソルダム」として最下層に落ち、それを使って挟むことができるが、クリアソルダムは一度挟むのに使うと消えてしまう。ソルダムの実が最上部まで積みあがるとゲームオーバーとなる。
出現する実の色は、画面内に積まれている実の色に比重して出現しやすくなる。
『妖精物語ロッド・ランド』の世界観を引き継いでおり、プレイヤーキャラクターがリットとタムであるほか、ゲームモードとして通常プレイの「ソルダム」以外にも「セキーロ」という同作品のキャラクターが登場するストーリーモードがある。

## ゲームモード

### ソルダムモード
通常のモード。ゲームオーバーになるまでゲームをプレイし続ける。レベルは最大999まで上がる。
最初に難易度を選択し、難易度EASY（レベル1から開始）から始めた場合、ソルダムの実の色は最初は2色だが、レベル10に上がると3色、レベル30に上がると4色になる。
難易度NORMAL（レベル10から開始）から始めた場合はスコア50万点、難易度HARD（レベル30から開始）から始めた場合はスコア200万点が最初から入った状態でゲームがスタートする。

### セキーロモード
いわゆるストーリーモード。60階建ての「マブーツの塔」を登っていく。レベル60に到達するとエンディングとなる。ソルダムの実の色は2色で固定されており、またソルダムモードとは異なりお邪魔キャラクターやお助けキャラクターが登場する。
- セキーロ - ソルダムの実2×2分の大きさを持つ「王」のような文字の書かれた球体。間にあるとソルダムの実を同じ色で挟んでも、色を変えることができなくなる。横の2ラインを同じ色にすることで消去できる。
- プチ・セキーロ - ソルダムの実1個分の大きさの小さなセキーロ。やはり間にあるとソルダムの実を同じ色で挟んでも、色を変えることができなくなる。横の1ラインを同じ色にすることで消去できる。
- デカブラ - ソルダムの実2×2分の大きさを持つ大きな実。落とすと2×2の単色のソルダムの実になる（例えば、赤いデカブラを落とすと2×2の4つの赤いソルダムの実になる）。セキーロやプチ・セキーロのそばに置くと、セキーロをソルダムの実に変えることができる（例えば、青いデカブラをセキーロのそばに置くと2×2の青いソルダムの実に、プチ・セキーロのそばにおくと1個の青いソルダムの実へと変える）。
- EXTRA - それぞれに「E」「X」「T」「R」「A」の文字の書かれたソルダムの実。文字の書かれた実を消すか、挟んで色を変えると文字を取ることができる。5つ全て集めると妖精が登場、フィールド上の全てのオブジェクトを消してくれるのと同時に、ボーナススコアが入る。

特定の階ではボスが出現、特有の行動でプレイヤーを妨害してくる。
- クロコワーニ（LV6 – 9） - 爆弾を投げてプレイヤーの動かすブロックピースを破壊する。
- ウジラ（LV26 – 29） - 潮を噴いてNEXTのブロックピースを見えなくする。
- ゾーサン（LV39 – 42） - 地響きを起こしてプレイヤーの動かすブロックピースを急降下させてくる。
- バイソンホード（LV51 – 60） - 雷を発射しプレイヤーの動かすブロックピースをセキーロに変えてしまう。

### VSモード
2人対戦用のモード。1P側は赤色を、2P側は青色を消す。複数のラインを消すことで相手側を攻撃できる。攻撃する数は妖精の数で判断可能（最大9匹）。1クレジットにつき2戦まで対戦可能。

## 移植版
| タイトル    | 発売日        | 対応機種                                  | 開発元                | 発売元     | メディア                              | 型式    | 備考                                    |
| ----------- | ------------- | ----------------------------------------- | --------------------- | ---------- | ------------------------------------- | ------- | --------------------------------------- |
| ソルダム    | 1993年8月6日  | ゲームボーイ                              | ジャレコ              | ジャレコ   | 1メガビットROMカートリッジ            | DMG-S9J |                                         |
| ソルダム    | 2021年9月16日 | - PlayStation 4 - Nintendo Switch         | ハムスター (移植担当) | ハムスター | ダウンロード (アーケードアーカイブス) | -       | アーケード版の移植 日本版と海外版を収録 |
| ソルダム FC | 2025年予定    | ファミリーコンピュータ （同互換機を含む） | ジャレコ              | 未定       | ロムカセット                          | -       |                                         |

### ファミリーコンピュータ版
1993年に本作のゲームボーイ版が発売されたが、ファミリーコンピュータ版についても同時期の発売が計画されており、1993年7月23日に発売予定としていた。しかし、ソフトの開発自体は完了していたが、1993年当時の市場の情勢を踏まえ、発売が見送られることとなった。
未発売となったファミリーコンピュータ版には「ソルダム」モード、「セキーロ」モード、「VS」モードが搭載されていた。「ソルダム」モードでは難易度をEASY（レベル1）、NORMAL（レベル50）、HARD（レベル90）から選択でき、レベルに応じて最大4色までソルダムの色が増加する仕様であった。
開発データは現存しており、2016年にジャレコの権利を所有するシティコネクションが主催した展示会「ジャレコ展」で試遊可能な状態で展示された。また、2017年に発売された『そるだむ 開花宣言』のサウンドトラックに、アーケード版とゲームボーイ版の音楽とともに、ファミリーコンピュータ版の音楽についても同時収録された。
2025年にシティコネクションは、ファミリーコンピュータおよびファミリーコンピュータ互換機用ロムカセット『ソルダム FC』として、ファミリーコンピュータ版の2025年内の発売を発表した（発売元は未定）。ゲーム内容については開発当時のものをそのまま収録する予定としている。パッケージイラストは『妖精物語ロッド・ランド』のキャラクターデザインを担当したタカロッドが新たに描きおろしたものを採用する。

## スタッフ

### アーケード版
- チーフ・プログラマー：SAS
- プログラマー：SHU、KARASAWA
- グラフィック・デザイナー：TAKAROD、AP SINYA、TATSUZO、KEIJIROH
- ゲーム・デザイナー：KURASHIMA
- サウンド・コンポーザー：Y.SUZUKI（鈴木康行）、ISEMURA（伊勢村篤義）、TAKASHIBA（高芝泰彦）[注 2]
- サウンド・プログラマー：PANIC.YUMA
- スペシャル・サンクス：Y.IGAKURA、FURUSAWA
- プロジェクト・リーダー、ゲーム・デザイナー：MOMONGA（森谷忠明）

出典：アーケード版『ソルダム』「セキーロモード」スタッフロール

### ゲームボーイ版
- プログラマー：RYUJI.Y、さかした★ひろぴ★ゆたか
- グラフィック・デザイナー：FOX SHO INOUE、MIYAZAKI
- サウンド：OGATA＆さいか（緒方貴宏）
- 軍師＆参謀：くろねこ、SHIMURA、WATANABE
- スペシャル・サンクス：SUZUKI、YOSHIDA、KAME KAME、PRINCE K、しげぼー＆じにあす、たなか★かな
- 友情出演：HIROKI SATOH、FUKUSHIMA
- オリジナル・ゲーム・デザイナー：MOMONGA（森谷忠明）

出典：ゲームボーイ版『ソルダム』「セキーロモード」スタッフロール

## 評価

### ゲームボーイ版
ゲーム情報誌『ファミコン通信』の「クロスレビュー」では4・4・5・4の合計17点（満40点）と評価された。4人のレビュアーからは全体的に低評価となっており、ルールの難解さが主に指摘されている。
『ファミリーコンピュータMagazine』の読者投票による「ゲーム通信簿」での評価は以下の通り16.5点（満30点）となっている。
| 項目 | キャラクタ | 音楽 | お買得度 | 操作性 | 熱中度 | オリジナリティ | 総合 |
| 得点 | 2.8        | 2.7  | 2.8      | 2.7    | 2.8    | 2.8            | 16.5 |

## そるだむ 開花宣言
『そるだむ 開花宣言』（そるだむ かいかせんげん）は、2017年3月3日にシティコネクションが配信したNintendo Switch用の落ち物パズルゲーム。北米ではパッケージ版『Soldam : Drop, Connect, Erase』として発売され、オンライン対戦に対応している。
4個1組で落下してくる木の実「そるだむ」を積み上げ、間に挟んだ木の実の色を変えることで消去していくシステムとなっている。
本作はNintendo Switch本体と同時発売となるローンチタイトルの1作として発売された。
2019年7月25日からは日本でのみ、PlayStation 4版が配信された。

### ゲームモード
時系列的にはオリジナルの後日談となっているとしてストーリーモードは収録されていないが、練習用の「らくだむモード」、手順の決まった「つめだむモード」、2人用の「たいけつモード」を収録。そるだむモードとらくだむモードでは、設定変更でガイドをオンにすることで、ブロックピースが落下した際、どのように色が変わるかが分かるようになっている。オリジナルと異なり、クリアソルダムは何度使っても消えることはない。リットとタムを始めとする、他のキャラクター達のイラストは一新されている。
そるだむモード
ゲームオーバーになるまで、エンドレスにゲームを続けていく1人用モード。ハイスコアが記録される。また、ブロックの消し方により、プラミーというキャラクターが様々な姿に変化する。
プラミーずかん
そるだむモードで出現したプラミーの解説を見ることができる。また、そるだむモードで連れていくプラミーを変更できる。特定の複数のプラミーを出現させることで、エンディングが閲覧可能となる。
らくだむモード
ブロックピースの自由落下のない1人用の練習モード。制限時間がなくエンドレスにプレイするモードと、5分間の制限時間の中でプレイするモードの2つがある。制限時間のあるモードは、ハイスコアが記録される。
つめだむモード
『なぞぷよ』のように、決められた手数とブロックピースで出題される問題をクリアしていくモード。全50問。
たいけつモード
2人用の対戦モード。リット側は赤色、タム側は青色のそるだむを消す。

### 開発（開花宣言）
元々シティコネクションはゲームIPの運用とレコードレーベル「クラリスディスク」の運営をしていたが、ある日社内からゲームIPはあるのにゲームを売らないとこぼされる。これがきっかけでシティコネクションはゲーム会社としての模索を始める。その時、同社が『アイドル雀士スーチーパイ』の使用許諾を出したコスモマキアーを介して、ダブルエルという別会社の社長と出会い、資金調達の指南を受ける。
2016年夏、ジャレコの別作品のリメイク『たたかえ ぶたさん』の開発元である甲南電機製作所を率いる井上一彦に経営統合を持ち掛けたところ承諾されたため、手続きを行ったうえで開発部門の子会社「ノーティ」を立ち上げた。正式な会社統合の前から、シティコネクションとして発売する作品の開発を複数進めていたものの、2017年の春に出るであろうNintendo Switchの発売に間に合うかどうかわからずにいた。
ジャレコ展の後、シティコネクションのプログラマーから、「『ソルダム』のリメイクなら2017年春ごろに出るであろうNintendo Switchの発売に間に合うのでは？」という話が持ち上がった。『ソルダム』は落ちものパズルという性質上ある程度完成形が見えることに加え、2人用の対戦モードがあることからふたつのコントローラー(Joy-Con)を備えたNintendo Switchと相性が良いということで開発が決定した。本作の開発は2017年1月にスタートした。
『ソルダム』は「同じ色で挟むと色が変わる」という基本ルールがあるものの、『ぷよぷよ』などほかの落ちものゲームになれた人ほど理解しづらいため、わかりやすくするか、別のアプローチで楽しめるようにするという方針が立てられた。
松下はジャレコ展で初めて『ソルダム』を目にした際、はたからプレイを見ただけでは色が変わる法則がわからなかったが、開発に着手した際はよくわからないが楽しそうな感じを味わってもらおうと考えたと振り返っている。
アーケード版を遊んだ上田も難しいと感じ、初心者が面白さを実感できるまでの目標が欲しいと考え、「そるだむ」を消すことに意味を持たせようと思った。そこで、「そるだむ」に知恵の実のような役割を持たせ、アーケード版『ソルダム』や『ロッドランド』に登場するモンスターたちに与えて成長や進化を促すということを思いつき、モンスターたちを“プラミー”と、形態の変化を“開花”とそれぞれ名付けた。
タイトルの開花宣言は無関係の単語の聞き間違いがきっかけであると同時に、Nintendo Switchの発売日である3月3日にちなんでつけられた。
なお、シティコネクション代表の吉川延宏の2023年のインタビューによると、本作は開発費に見合った売り上げを達成出来なかったと述べている。

### 評価（開花宣言）

#### Nintendo Switch版
ゲーム情報誌『週刊ファミ通』の「クロスレビュー」では、7・7・7・7の合計28点（満40点）となっている。
レビュアーからは挟める方向が決まっていることなどゲームシステムの理解に時間が掛かるという問題点が指摘され、ローリング内沢は「消しかたや連鎖のコツをつかむまでが難しい」、乱舞吉田は「慣れるまでは少し難しく感じる」、ジゴロ☆芦田は「もっと丁寧な手ほどきがあるとよかった」と指摘したが、本間ウララは「チュートリアルや初心者向けモードのおかげで、すぐ慣れました」と肯定的な評価をした。
また、ゲームシステムに慣れた後のプレイや『リバーシ』の要素を取り入れた点に関しては概ね好評となっており、内沢は「うまく仕掛ければ大量連鎖の心地よさが味わえる」、吉田は縦横だけでなく斜めにも変更できる点を評価、芦田は「延々とプレイし続けたくなる中毒性がある」、本間はプレイ中のアドバイス音声のほかに謎の生物「プラミー」の成長過程や図鑑の存在を評価するなど肯定的な意見が多数挙げられた。